# Fuji Electric

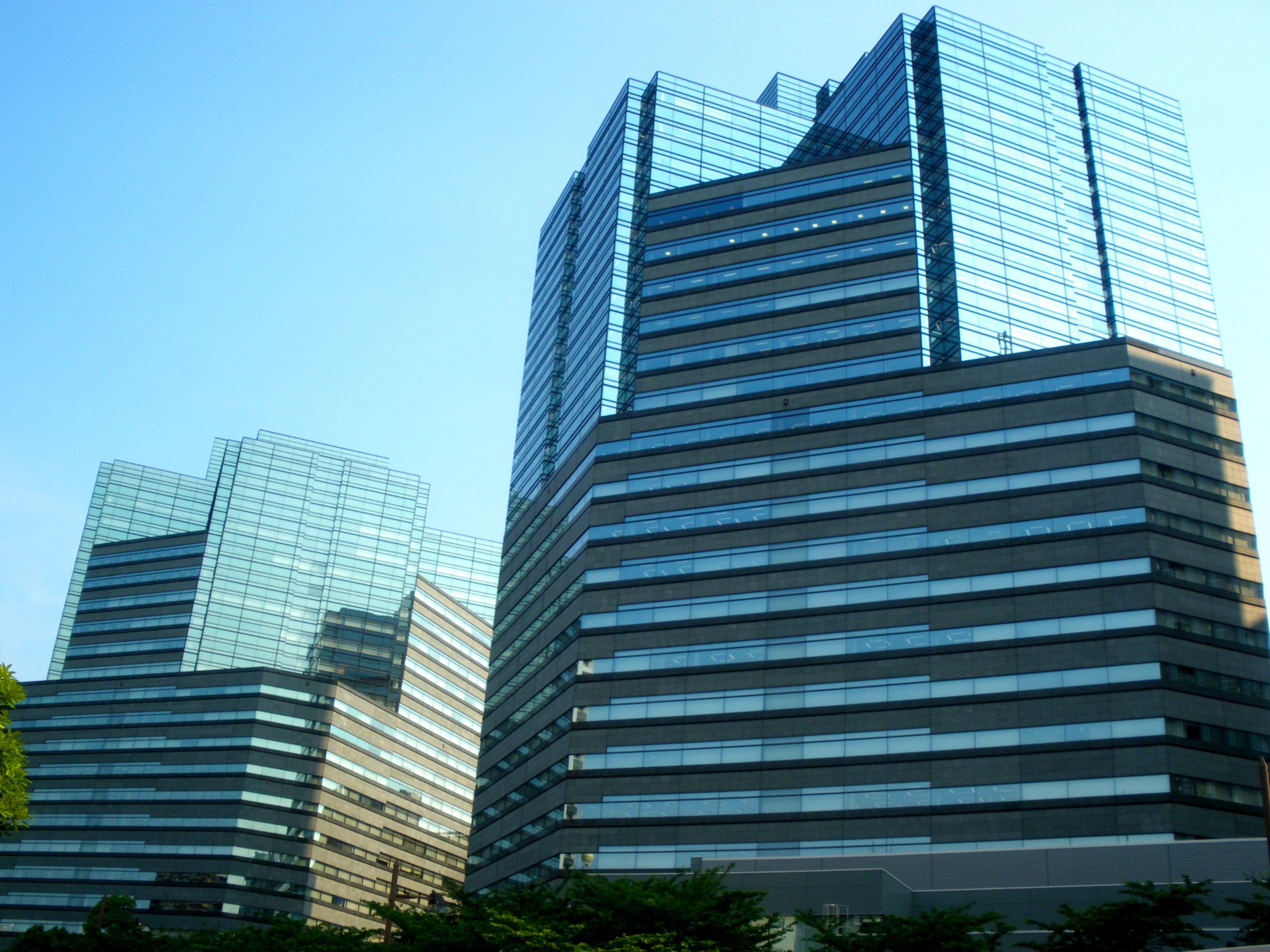
Gate City, em Tóquio

Fuji Electric Co., Ltd. (富士電機株式会社 Fuji Denki Kabushiki-gaisha?) é uma companhia elétrica japonesa, sediada em Tóquio.

## História
A Fuji Eletric foi estabelecida em 1923.